# 分子束
分子束是一種以移動速度近乎相同且极少相互碰撞颗粒（原子、自由基、分子或离子）组成的波束，一种气体在较高的压力下膨胀以通过一个小孔进入压力较低的腔室内而形成分子束。分子束可應用於以分子束外延的方法生产薄膜和人工结构（如量子阱、量子线和量子点），在交叉分子束法中亦有應用。可通过操纵电场和磁场使分子束中的分子减速，斯塔克减速或者塞曼减速器可使其减速。 

## 历史
第一个研究分子束的是H·卡尔曼和F.Reiche。1921年，他们開始对电偶极矩和极性分子在不均匀电场中的偏转產生兴趣。1922年的施特恩－格拉赫实验激發了他們工作的靈感，该实验中使用的並非分子束，而是原子束。 1927年，Erwin Wrede首次發現电偶极矩和分子束（使用氯化钾等二元鹽）偏转之间的关系。
在1939年，伊西多·拉比发明了一个分子束核磁共振的方法，這種方法通过两个磁体依次产生非均匀磁场，曾用來利用氯化锂、氟化锂和二锂分子束来测量锂的几个同位素的磁矩。該方法是NMR的前身。。1957年，戈登、泽格和汤斯利用氨分子和一种特殊的静电四极聚焦器造出了微波激射器。